# 五ヶ荘村
五ヶ荘村（ごかしょうむら）は、京都府船井郡にあった村。現在の南丹市日吉町の北東部、京都府道19号園部平屋線の沿線にあたる。

## 地理
- 河川：田原川、明日ヶ谷川、柏木川、海老谷川、深山川
- 山岳：高山
- 峠：海老坂峠、明日ヶ谷峠

## 歴史
- 1889年（明治22年）4月1日 - 町村制の施行により、四ツ谷村・田原村・佐々江村の区域をもって発足。
- 1955年（昭和30年）4月1日 - 胡麻郷村・世木村と合併して日吉町が発足。同日五ヶ荘村廃止。